# Petar Đenić
Petar Đenić (serbisch-kyrillisch Петар Ђенић; * 14. April 1977 in Niš, Jugoslawien) ist ein ehemaliger serbischer Fußballspieler. Er spielte in der Defensive.
Nach Stationen in seiner Heimat Serbien bei Radnički Niš und Roter Stern Belgrad wechselte Đenić 2002 zum deutschen Zweitligisten LR Ahlen. Bis 2006, als Ahlen abstieg, stand er dort unter Vertrag und bestritt 79 Ligaspiele. Seit Sommer 2006 spielte Đenić bei Olympiakos Nikosia auf Zypern und wechselte 2008 zu Alki Larnaka. Dort beendete er im Jahr 2009 seine Laufbahn als Profifußballspieler.
2013 schloss er sich dem niederländischen Amateurverein FC Lienden an, wo er im Jahr 2015 seine Karriere beendete.

## Titel
- 2× Serbischer Meister mit Roter Stern Belgrad (2000, 2001)
- 2× Serbischer Pokalsieger mit Roter Stern Belgrad (2000, 2002)